# Cornel Wilde
Cornel Wilde (født Kornél Lajos Weisz; 13. oktober 1912, død 16. oktober 1989) var en ungarsk-amerikansk skuespiller og filminstruktør.
Han kom med sin far til USA i 1932 og filmdebuterede som en statist par år senere. Hans gennembrud kom i 1945 med rollerene som Frédéric Chopin i Den store drøm, og Richard Harland i Lad himlen dømme.
Han har en stjerne på Hollywood Walk of Fame på 1635 Vine Street.